# Sylvin Rubinstein
Sylvin Rubinstein (Moscú, 1914 - Hamburgo, 30 de abril de 2011) fue un bailarín ruso-polaco que participó en la resistencia contra la invasión alemana en Polonia.

## Vida
Sylvin y su hermana melliza Maria eran hijos ilegítimos de una bailarina judía polaca y de Nikolai Pjetr Dodorow, un príncipe ruso y oficial del zar Nicolás II de Rusia. Durante la Revolución rusa de 1917, el padre fue asesinado, después de que hubiese puesto a buen seguro a su familia en Polonia. La madre había cosido joyas valiosas en la ropa de los niños, lo que libró a la familia de la pobreza.
Hacia 1924, la familia se trasladó a Riga, donde los niños, que bailaban desde hacía algunos años, consiguieron clases de una primera bailarina, Madame Litwinowa. Tras siete años de ballet, los hermanos se pasaron al flamenco, siendo conocidos en la década de 1930 como Dolores & Imperio en toda Europa. En 1939 se vieron sorprendidos por la entrada de las tropas alemanas en Polonia y ya no pudieron abandonar el país. A partir de 1940, los hermanos vivieron ocultos en Varsovia, después de haber huido del gueto.
Sylvin encontró protección y ayuda en el mayor alemán Kurt Werner, un vividor que pertenecía a la resistencia. Werner reconoció a Sylvin como bailarín y lo adoptó en su grupo de la resistencia. Vestido de mujer, hizo de correo y participó en atentados y ataques. Werner le ayudó a conseguir papeles falsos para él y su hermana y les instó a ir a Suiza. Pero ella insistió en intentar ir a buscar a su madre, que se encontraba en Brody. La vio subiendo al tren hacia el este ignorando que era la última vez que la vería. Su madre y su hermana murieron en Treblinka. Él se trasladaría a Berlín en 1943. Allí vivió hasta el final de la guerra.
Después Sylvin se mudó a Hamburgo y comenzó a bailar de nuevo, bajo su versión femenina. Pero nadie sabía que la famosa bailadora de flamenco de la década de 1950, Dolores, era en realidad Sylvin Rubinstein. La guerra le había obligado a convertirse en un artista del travestismo, que lo convirtió de nuevo en una estrella del cabaret. El compositor Michael Jary, que vivió durante algún tiempo con Rubinstein, le dedicó en 1951 la canción Das machen nur die Beine von Dolores («Eso sólo lo hacen las piernas de Dolores»).
La edad y el cambio de gustos del público le pasaron factura y acabó actuando en clubes nocturnos sórdidos de la zona del puerto, hasta que se retiró alrededor de 1970. Sylvin vivió hasta su muerte allí en el barrio de Sankt Pauli, en Hamburgo, el 30 de abril de 2011. Su tumba se encuentra en el cementerio judío de Ilandkoppel, en el barrio de Ohlsdorf.

## Cine
El director y cámara polaco Marian Czura filmó entre 1998 y 2003 un documental de 90 minutos sobre su vida, titulado Er tanzte das Leben («Bailó la vida»).